# Semiothisa flavicuneata
Semiothisa flavicuneata là một loài bướm đêm trong họ Geometridae.